# Nathan Sinkala
Nathan Sinkala (Chingola, 22 novembre 1990) è un calciatore zambiano, centrocampista o difensore dello ZESCO Utd.

## Caratteristiche tecniche
Centrocampista di grande sostanza, abile nel recupero palla ed è in grado di rendersi pericoloso con le sue conclusioni dalla distanza.

## Carriera

### Club
Dal 2012 gioca con la maglia del Mazembe, con cui ha giocato 9 partite e segnato un gol nella CAF Champions League.
Il 6 gennaio 2014 viene ceduto in prestito al Sochaux insieme al suo connazioinale Stophira Sunzu.

### Nazionale

#### Nazionale Under e maggiore
Nel 2009 ottiene la sua prima convocazione con lo Zambia Under-20 e, dopo alcune amichevoli, passa nello Zambia Under-23.
Nel 2011 viene convocato dal c.t. Hervé Renard per prendere parte ad alcune amichevoli in preparazione alla 28ª edizione della Coppa d'Africa. Debutta il 21 gennaio 2012 nel match, vinto per 2 a 1, contro il Senegal. Con la sua nazionale conquista e vince la finale del torneo ai danni della Nazionale di calcio della Costa d'Avorio.

## Palmarès

### Club

#### Competizioni nazionali
- Campionato di calcio della Repubblica Democratica del Congo: 2

TP Mazembe: 2013, 2014
- Supercoppa del Congo: 2

TP Mazembe: 2013, 2014

#### Competizioni internazionali
- CAF Champions League: 1

TP Mazembe: 2015
- Coppa della Confederazione CAF: 1

TP Mazembe: 2016

### Nazionale
- Coppa d'Africa: 1

2012